# پاگتون (ویرجینیای غربی)
پاگتون(به انگلیسی: Pageton) شهری در ایالت ویرجینیای غربی کشور ایالات متحده آمریکا است که جمعیت آن در سرشماری سال ۲۰۱۰ میلادی، ۱۸۷ نفر بوده‌است.